# 82-mm B-10 (rückstoßfreies Geschütz)

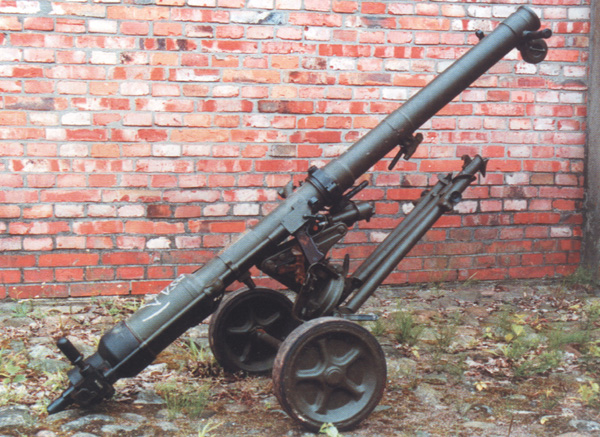
Rückstoßfreies Geschütz B-10 in Marschlage

Das rückstoßfreie 82-mm-Geschütz B-10 ist ein in der damaligen Sowjetunion von 1954 bis 1964 produziertes rückstoßfreies Geschütz. Die Waffe vereint die Eigenschaften eines Granatwerfers und einer Panzerabwehrwaffe und wurde in motorisierten Schützen- und Luftlandeeinheiten zur Bekämpfung von gepanzerten Fahrzeugen, Feldbefestigungsanlagen und ständigen Kampfanlagen, zum Niederhalten und Vernichten von Truppen innerhalb und außerhalb von Deckungen und zum Schaffen von Gassen in Drahthindernissen eingesetzt. Obwohl in regulären Streitkräften mittlerweile meist durch modernere Waffensysteme ersetzt, findet sie sich noch in der Bewaffnung verschiedener Armeen und irregulärer Kräfte.
Die Originalbezeichnung lautet 82-мм безоткатное орудие Б-10. In verschiedenen Quellen wurde die Waffe auch als RG-82 in Anlehnung an das Kaliber bezeichnet. Der GRAU-Index lautet 52-M-881.

## Entwicklung
Die sowjetischen Luftlandetruppen und motorisierten Schützenverbände verfügten auf der Bataillonsebene zu Beginn der 1950er-Jahre über den 82-mm-Granatwerfer SG-82 als Bewaffnung. Die Entwicklung dieser Waffe war 1942 begonnen wurden, jedoch wurde der Granatwerfer erst 1950 in die Bewaffnung übernommen. Die unzureichenden Gefechtseigenschaften zeigten sich jedoch schnell. Die Waffe war zu schwer und unhandlich. Nachteilig war auch die geringe Reichweite, die ein Bekämpfen und Niederhalten gegnerischer Truppen auf größere Entfernungen nicht erlaubte. Dazu kam, dass die Mitgliedsstaaten der NATO zu Beginn der 1950er-Jahre eine neue Generation von Kampfpanzern einführten, die mit dem SG-82 nicht bekämpft werden konnten.
Die Hauptverwaltung Artillerie (GAU) im sowjetischen Ministerium für Verteidigung (Главное артиллерийское управление МО (ГРАУ)) forderte daher die Entwicklung einer neuen Waffe mit einem Gesamtgewicht von nicht mehr als 100 kg und einer effektiven Reichweite von mindestens 4000 m. Die Waffe sollte in der Lage sein, Panzerungen mit einer Stärke von 200 bis 250 mm zu durchschlagen. Für die Entwicklung wurde ein Wettbewerb ausgeschrieben, an dem sich das Spezialkonstruktionsbüro Nr. 4 (SKB-4) (Специальное конструкторское бюро (СКБ-4)) in Kolomna unter Leitung von Boris Iwanowitsch Schawyrin (Борис Иванович Шавырин) und das Zentrale Konstruktionsbüro der Artillerie (Центральное артиллерийское конструкторское бюро (ЦАКБ)) in Koroljow unter Leitung von Wassili Gawrilowitsch Grabin (Василий Гаврилович Грабин) beteiligten. Im Ergebnis der Erprobungen wurde die Konstruktion des SKB-4 angenommen. Die Produktion begann 1954, im gleichen Jahr wurde die Waffe auch in die Bewaffnung der Sowjetarmee aufgenommen, und endete 1964. Gefertigt wurde das B-10 im Maschinenbauwerk Tula.

## Konstruktion

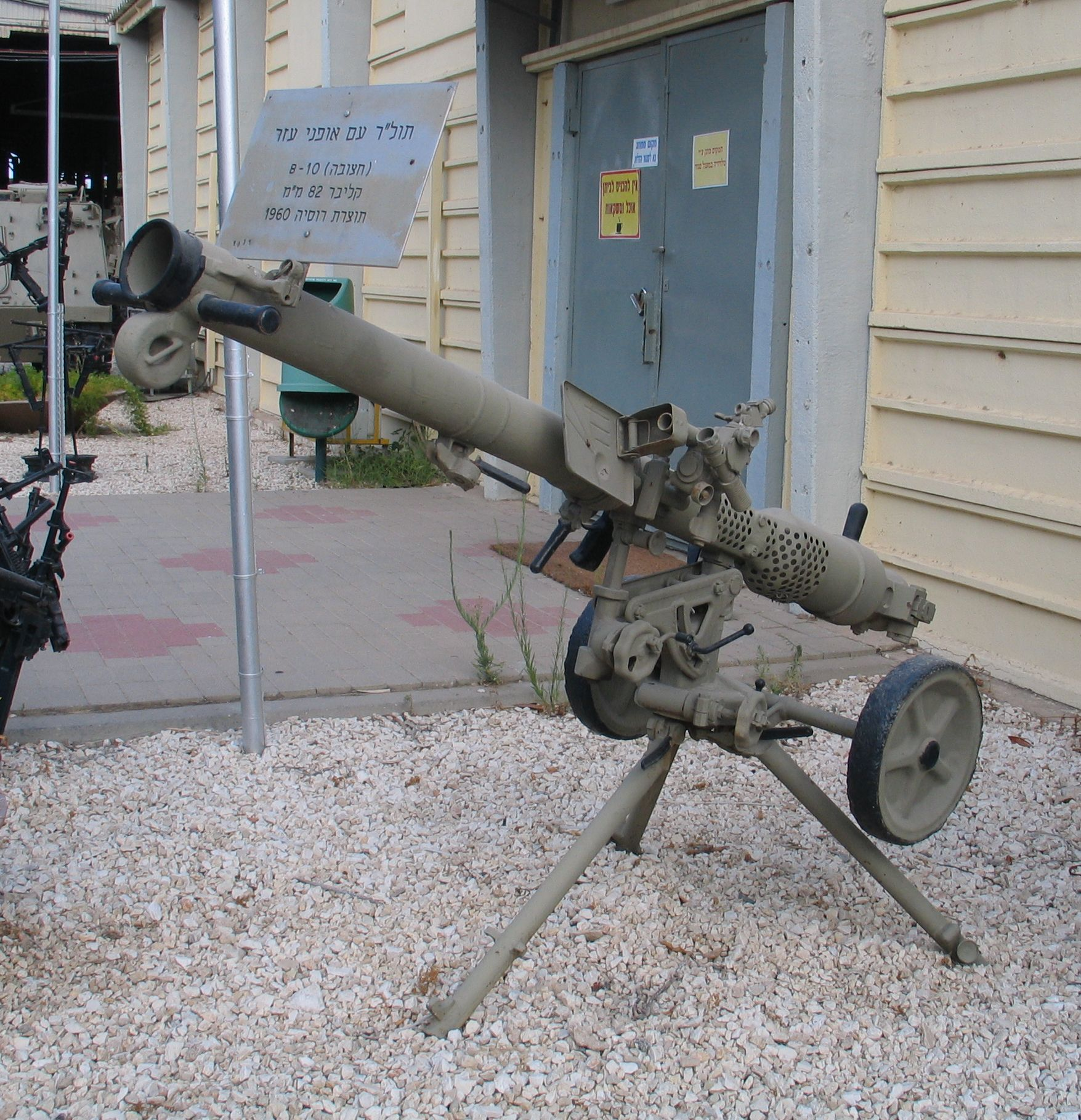
Waffe in Gefechtslage, beachte den Visieraufsatz

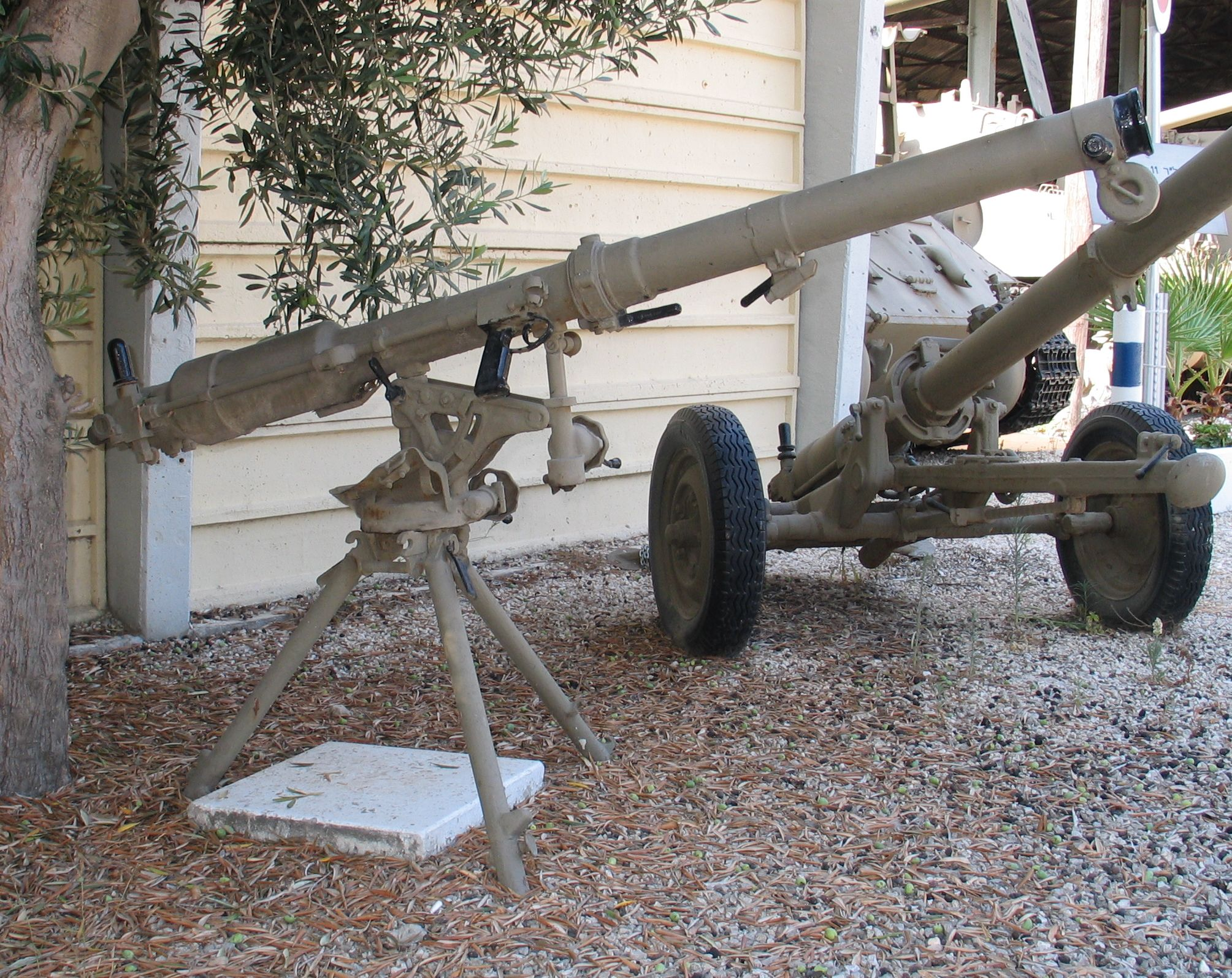
Waffe in Gefechtslage, beachte den Pistolengriff

### Rohr
Die Waffe ist nach dem Prinzip von Dennistoun Burney konstruiert, die Kammer ist von einer zweiten Kammer mit Löchern zum Gasaustritt umgeben. Am Boden der Treibladung befindet sich eine perforierte Scheibe, durch welche die Gase über die Kammer in die zweite Kammer und von da durch die Gasaustrittsöffnungen ins Freie geleitet wurden. Das Beherrschen der Druckverhältnisse im Rohr hatte sich während der Entwicklung und Erprobung als größtes Problem erwiesen, dem SKB-4 gelang es jedoch, den Gasdruck im Rohr im Laufe der Entwicklung von 3000 auf 400 at zu senken.
Der zweite Unterschied zur Konstruktion Burneys besteht darin, dass es sich bei dem B-10 um ein auf Granatwerfer basierendem modifiziertes Werferrohr handelt, es wird also flügelstabilisierte Munition verschossen. Geladen wird die Waffe über den Verschluss. Kammer und der manuell zu öffnende Verschluss befinden sich am hinteren Ende des Rohres. Der Pistolengriff zum Abfeuern der Waffe befindet sich rechts.
An der Mündung des Rohres sind zwei Handgriffe und ein Stützrad angebracht, um das Geschütz im Mannschaftszug leichter bewegen zu können. Die Bedienung besteht aus insgesamt vier Mann: dem Geschützführer, dem K1 (Richtkanonier), dem K2 (Ladekanonier) und dem K3 (Munitionskanonier). Die Waffe kann innerhalb von einer Minute von Marsch- in Gefechtslage gebracht werden.

### Visier
Die Visiereinrichtung befindet sich links am Rohr. Verwendet wird der Richtaufsatz PBO-2 mit zwei Aufsätzen. Der Aufsatz A wird für das indirekte Richten benutzt, der Aufsatz B für das direkte Richten. Der Aufsatz A hat ein Gesichtsfeld von 9° und vergrößert 2,5-fach, der Aufsatz B hat ein Gesichtsfeld von 18° und vergrößert 3-fach. Der Richtaufsatz kann für den Nachtkampf beleuchtet werden. Zum Einmessen der Stellung stehen außerdem ein Winkelmessquadrant und Messlatten zur Verfügung.

### Lafette
Verwendet wird eine Dreibeinlafette. Die Lafette kann in zwei Positionen gebracht werden, um entweder eine niedrige Silhouette oder ein möglichst großes Schussfeld zu erreichen. Am Dreibein ist ein einfaches, ungefedertes Fahrgestell mit Scheibenrädern befestigt. Dieses Fahrgestell dient nur zum Manövrieren der Waffe auf dem Gefechtsfeld, für den Marsch wird die Waffe normalerweise auf ein Trägerfahrzeug verlastet.

### Munition
Für das B-10 existiert eine Vielzahl von Munitionstypen. Verschossen werden Splittergranaten zum Kampf gegen weiche und halbharte Ziele und Hohlladungsgranaten zum Kampf gegen Panzer.
| Munitionsarten                  |             |                           |                                |                                |                                      |                         |
| Typ                             | Bezeichnung | Gewicht der Granate in kg | Gewicht der Sprengladung in kg | Mündungsgeschwindigkeit in m/s | Durchschlagsleistung, mm Panzerstahl | effektive Reichweite, m |
| Hohlladungsgranaten             |             |                           |                                |                                |                                      |                         |
| Hohlladungs-Wurfgranate         | MK-10       | 4,9                       |                                | 322                            |                                      |                         |
| Hohlladungs-Wurfgranate         | BK-881      | 3,87                      | 0,46                           |                                |                                      |                         |
| Hohlladungs-Wurfgranate         | BK-881M     | 4,11                      | 0,54                           | 322                            | 240                                  |                         |
| Hohlladungs-Wurfgranate (China) | Type 65     | 3,5                       |                                | 240                            | 356                                  |                         |
| Splittergranaten                |             |                           |                                |                                |                                      |                         |
| Splitter-Wurfgranate            | MO-10       | 4,9                       |                                | 320                            |                                      |                         |
| Splitter-Wurfgranate            | O-881A      | 4,9                       |                                | 320                            |                                      | 4500                    |
| Splitter-Wurfgranate (China)    | Type 65     | 4,6                       |                                | 175                            |                                      | 1750                    |

## Versionen

### B-10
Die Ursprungsausführung trägt die Bezeichnung B-10. In verschiedenen Publikationen werden vor allem die in der NVA der DDR genutzten Waffen auch als RG-82 bezeichnet. Es sind keine weiteren Modifikationen von sowjetischen Herstellern bekannt.

### Type 65
In der Volksrepublik China wurde die Waffe ebenfalls produziert und weiterentwickelt. Der Type 65 besitzt eine leichtere Lafette ohne Räder, dadurch sinkt das Gesamtgewicht der Waffe auf 28,2 kg.

### Type 65-1
Diese Version aus chinesischer Fertigung ist in zwei Teile zerlegbar.

## Technische Daten
| rückstoßfreies 82-mm-Geschütz B-10 |                             |
| Allgemeine Eigenschaften           |                             |
| Klassifikation                     |                             |
| Chefkonstrukteur                   | Boris Iwanowitsch Schawyrin |
| Bezeichnung des Herstellers        | B-10                        |
| Hersteller                         | Maschinenbauwerk Tula       |
| Gewicht in Feuerstellung           | 86 kg                       |
| Gewicht in Fahrstellung            |                             |
| Mannschaft                         | 4 Mann                      |
| Baujahre                           | 1954–1964                   |
| Stückzahl                          |                             |
| Rohr                               |                             |
| Kaliber                            | 82 mm                       |
| Rohrlänge                          | 1660 m                      |
| Feuerdaten                         |                             |
| Höhenrichtbereich                  | −20/+35°                    |
| Seitenrichtbereich                 | ±250°                       |
| Höchstschussweite                  | 4470 m                      |
| Höchstmündungsgeschwindigkeit      | 322 m/s                     |
| Feuerrate                          | 5–6 Schuss/min              |
| Beweglichkeit                      |                             |
| Höchstgeschwindigkeit im Schlepp   |                             |

## Einsatz

### Einsatzgrundsätze
Die Waffe wurde in der Sowjetarmee und in den nach sowjetischem Vorbild strukturierten Streitkräften in Luftlande- und motorisierten Schützenbataillonen bzw. -regimentern eingesetzt. Ihre hohe Beweglichkeit, verbunden mit guten ballistischen Leistungen, machte sie zu einer vielseitig einsetzbaren Waffe und führte jedoch dazu, dass die Waffe auch außerhalb dieser Strukturen zum Einsatz kam.
Die Waffe konnte erfolgreich gegen die in den 1950er-Jahren eingeführten Panzer eingesetzt werden, jedoch zeigte sich mit der im Laufe der technischen Entwicklung zunehmenden Stärke der Panzerungen die Grenze des B-10. Nachteilig im Gefecht waren auch die prinzipbedingte hohe Geräusch- und Staubbelastung, welche die Stellung der Waffe verrieten und ein Zielen nach dem ersten Schuss erschwerten. Da ab Mitte der 1960er-Jahre auch in der Sowjetunion Panzerabwehrlenkraketen zur Verfügung standen, wurde das B-10 in seiner Rolle als Panzerabwehrwaffe von diesen abgelöst.

### Einsatzländer
Die Waffe wurde nach Bulgarien, Kambodscha, China, die DDR, Ägypten, die Demokratische Volksrepublik Korea, Pakistan, Polen, Syrien und Vietnam exportiert.

### Einsatz in der NVA
Die NVA setzte das rückstoßfreie 82-mm-Geschütz B-10 ab 1957 ein. Für ein motorisiertes Schützenregiment der NVA waren insgesamt 24 Waffen vorgesehen, die vorgesehenen Stückzahlen konnten auch beschafft werden. Die Waffe wurde jedoch bereits bis 1967 ausgesondert, da zunehmend Panzerabwehrlenkraketensysteme und in den Artillerieabteilungen der Regimenter Haubitzen des Kalibers 122 mm verfügbar waren. Die freiwerdenden Waffen wurden nicht ausgesondert, sondern den Kampfgruppen der Arbeiterklasse übergeben. Dort wurden sie bis zu deren Auflösung im Jahre 1990 genutzt. Das B-10 war bis zum Ende der 1960er-Jahre ebenfalls in der 4. Kompanie der „Kasernierten Einheiten des MdI“ im Bestand.